# أندرياس فوغلر
أندرياس فوغلر (Andreas Vogler، من مواليد 15 يناير 1964 في بازل) هو مهندس معماري سويسري ومصمم وفنان. وهو مؤسس ومدير مرسم الهندسة المعمارية والتصميم إستديو أندرياس فوغلر (Andreas Vogler Studio).

## النشأة
كبر أندرياس فوغلر في بازل، سويسرا. بعد عدة فصول من الدراسات في تاريخ الفن والأدب، عمل فوغلر كمصمم داخلي مع Alinea AG في بازل. في 1988-1994 درس الهندسة المعمارية في المعهد الفدرالي السويسري للتكنولوجيا (Eidgenössische Technische Hochschule) في زيوريخ وقضى فصلًا دراسيًا في كلية رود آيلاند للتصميم في بروفيدنس (RISD) في الولايات المتحدة وتخرج بدبلوم على مشروع محطة الطقس جاهزة ومستقلة في الطاقة في Weissfluhjoch / Arosa.

## سيرة مهنية
في عام 1995، أندرياس فوغلر عمل في شركة Ingenhoven Architects في Düsseldorf، وفي الفترة بين 1995 و1996 لدى ريتشارد هوردن أسوشيتس (Richard Horden Associates)، الآن باسم Horden Cherry Lee Architects في لندن. بعدها، أصبح مدرسًا ومساعدًا للأبحاث في معهد البروفيسور ريتشارد هوردن في الجامعة التقنية في ميونيخ حتى عام 2002، وهناك كان يدرّس الهندسة المعمارية المصغرة وبدأ في قيادة العديد من استوديوهات التصميم للهندسة الفضائية، بالتركيز على السكن على متن محطة الفضاء الدولية (International Space Station)، وأيضًا في السكن على سطح المريخ مع الإدارة الوطنية للملاحة الجوية والفضاء ناسا. وتمكن الطلاب المشاركون من اختبار نماذجهم الأولية في اختبارات لالطيران في مركز الفضاء جونسون التابع لناسا. خلال فتره في الجامعة التقنية في ميونيخ، نشر فوغلر العديد من الأبحاث حول الهندسة المعمارية الفضائية وقدم العديد من المشاركات في المسابقات المعمارية التي حازت على جوائز. في فترة 2003-2005، عمل أستاذاً زائرًا في الأكاديمية الملكية الدنماركية للفنون الجميلة (The Royal Danish Academy of Fine Arts)، في كلية الهندسة المعمارية في كوبنهاغن، حيث أجرى بحثًا عن السكن الجاهز. في عام 2004 قام أندرياس فوغلر بالتدريس في جامعة هونغ كونغ. في عام 2005-2006 كان عضوا من مجموعة أبحاث Concept House في جامعة دلفت للتكنولوجيا (Delft University of Technology).
تحدث فوغلر في العديد من المؤتمرات الدولية حول مواضيع الهندسة المعمارية الفضائية، ونقل االتقنية، والاستدامة والهندسة المعمارية. نظم مؤتمرات دولية وأشرف على ورش عمل حول مواضيع متنوعة. في عام 2008، هو وVittori أرشدوا دروس في بكالوريوس التصميم الصناعي في جامعة روما سابينزا وجامعة Iuav في البندقية. وهو عضو في الغرفة البافارية للمهندسين المعماريين (Byak- Bayerische Architektenkammer)، وDeutscher Werkbund ، والمعهد الأمريكي للملاحة الجوية والفضائية (American Institute of Aeronautics and Astronautics).

## العمارة والرؤية
في عام 2002، بدأ فوغلر الاشتراك مع المهندس المعماري الإيطالي فيتوري (Arturo Vittori)، الذي أسس معه في 2003 العمارة والرؤية (Architecture and Vision)، وهو استوديو دولي متعدد التخصصات في مجال العمارة والتصميم، ويعمل على تطوير حلول مبتكرة ونقل االتقنية بين مختلف المجالات في الفضاء الجويّ وتطبيقاته في الأرض. في عام 2006، أصبح النموذج الأولي لخيمة في مناخ متطرف، (DesertSeal- 2004) جزءًا من المجموعة الدائمة لمتحف الفن الحديث في نيويورك (MoMA)، بعد أن ظهر في ´SAFE: Design Takes on Risk´ (برعاية Paola Antonelli). في نفس العام، متحف العلوم والصناعة في شيكاغو اختار فوغلر وفيتوري ك ´ليوناردو في العصر الحديث´ لمعرض ´Leonardo da Vinci: Man, Inventor, Genius´. في عام 2007، نموذجا لمسكن قابل للنفخ "MoonBaseTwo"، (اللذي تم تطويره للسماح بالاستكشاف القمر على المدى الطويل)، تم عرضه في متحف العلوم والصناعة في شيكاغو، حين أن "MarsCruiserOne"، تصميم مركبة مختبرية مضغوطة من أجل استكشاف الإنسان للمريخ، تم عرضه في مركز جورج بومبيدو (Pompidou) في باريس، كجزء من معرض "Airs de Paris". في عام 2011، تم تقديم تمثال "AtlasCoelestisZeroG" على متن محطة الفضاء الدولية (International Space Station).

## إستديو أندرياس فوغلر
في يناير 2014، قام فوغلر بتشكيل إستديو أندرياس فوغلر، وهو مرسم دولي متعدد التخصصات يعمل في مجال الهندسة المعمارية والنقل والتصميم، ويقع في ميونيخ، ألمانيا. شارك إستديو أندرياس فوغلر في مسابقة النقل "Tomorrow's Train Design Today" الخاصة بسكة حديد ببريطانيا (GB Railway)، وتم تعيينه في دورته النهائية في 8 أبريل 2015. يتبع AEROLINER 3000 تطبيق تفكير المبنى الخفيف في عالم القطارات. إن تطوير مزيج من العديد من العناصر المتعلقة بالديناميكا الهوائية، والحركة، والبنية، وأنظمة التحكم التفاعلية وحتى علم نفس الركاب تم تنظيمه تحت مظلة التصميم الحديث والهندسة الثقافية المستمدة من تفكير المبنى الخفيف. حصل التصميم على العديد من جوائز.

## مشاريع
2018
- ورشة تصميم لمقاعد القطار

2017
- تصاميم اجهزة التنظيف
- شقة خاصة في برلين

2016
- Aeroliner3000، مرحلة عرض.
- Swiss Residence Munich
- Swiss Club Munich، التصميم الداخلي

2015
- Aeroliner3000 ، دراسة الجدوى
- Swiss-A-Loo
- EyeInTheSky - النحت الإلكتروني لي ArsTechnica

2014
- Aeroliner3000، مشترك في التصفيات النهائية في Tomorrow's Train Design Today (المشروع قيد التنفيذ) 2014-2016، المملكة المتحدة [2]
- SwissConsulate، القنصلية السويسرية، ميونيخ، ألمانيا

2013
- UIC - OR of the Future جامعة إلينوي في شيكاغو (شيكاغو-الولايات المتحدة الأمريكية)

2012
Venice Biennale - WarkaWater بينالي البندقية (البندقية، إيطاليا)
2011
- LaFenice مسينة (صقلية، إيطاليا)
- AtlasCoelestisZeroG (محطة الفضاء الدولية)
- Corsair International (باريس، فرنسا)

2009
- Sullivan Galleries - AtlasCoelestis (شيكاغو، إلينوي)
- Venice Biennale - MercuryHouseOne (البندقية، إيطاليا)
- Macchina di Santa Rosa - FioredelCielo (فيتيربو، إيطاليا)

2007
- Bird House Foundation - BirdHouse (أوساكا، اليابان)

2006
DesertSeal مجموعة دائمة، متحف الفن الحديث (MoMA)، مدينة نيويورك

## المعارض المختارة
2015
- Unterhaching ،ArsTechnica2015 - EyeInTheSky (ألمانيا، 15-17 مايو، 2015)

2013
- من الأهرامات إلى المركبة الفضائية، معرض متجول
- متحف الأطفال هليوبوليس، (القاهرة، مصر، 21 فبراير - 25 أبريل 2013)
- البرلمان بوخارست، ROCAD (رومانيا، 15-17 مايو، 2013)
- Cité des Sciences et de l’Industrie - Futuro Textiles (باريس، فرنسا، 6 فبراير - 30 سبتمبر)

2012
- من الأهرامات إلى المركبة الفضائية، معرض متجول
- المعهد الثقافي الإيطالي، (هامبورغ، ألمانيا، 28 مارس - 4 أبريل 2012)
- (Robert A. Deshon and Karl J. Schlachter Library for Design، Architecture، Art، and Planning (DAAP - جامعة سينسيناتي (سينسيناتي، الولايات المتحدة الأمريكية، 20 أبريل - 11 مايو 2012)
- Istituto Italiano di Cultura، (أديس أبابا، إثيوبيا، 11 إلى 25 مايو، 2012)
- الجامعة الأمريكية، القاهرة، (مصر، من 19 إلى 26 نوفمبر 2012)
- مكتبة الإسكندرية الجديدة، (الإسكندرية، مصر، 29 نوفمبر - 15 يناير 2013)
- Born out of Necessity، متحف الفن الحديث MoMA، (نيويورك، الولايات المتحدة الأمريكية، 2 مارس 2012 - 28 يناير 2013)
- Istituto Italiano di Cultura ،AtlasCoelestisZero (سان فرانسيسكو، الولايات المتحدة الأمريكية، 17 أبريل - 1 مايو 2012)
- Palazzo Bembo - WarkaWater (بينالي البندقية، إيطاليا، 29 أغسطس - 25 نوفمبر 2012)

2011
- من الأهرامات إلى المركبات الفضائية، معرض متجول، (معرض بيهانغ للفنون، بكين، الصين، 21-31 مارس، 2011)
- مهرجان شانغهاي للعلوم والتكنولوجيا،(معرض بودونغ، شنغهاي، الصين، 13-22 مايو، 2011)
- الحياة - الحدود العمارة IV-III، متحف لويزيانا، (هومليبايك، الدنمارك، 1 يونيو - 2 أكتوبر 2011)

2010
- من الأهرامات إلى المركبة الفضائية، معرض متجول، متحف غولدشتاين للتصميم، (مينيابوليس، مينيسوتا، الولايات المتحدة الأمريكية، 14 مارس - 2 مايو 2010)
- المعهد الثقافي الإيطالي في طوكيو، (اليابان، 21 يونيو - 3 يوليو 2010)
- مركز علوم البحيرات العظمى، (كليفلاند، أوهايو، الولايات المتحدة الأمريكية، 15 أكتوبر - 13 يناير، 2011)
- ألبافيلون ألألماني، بينالي البندقية، (إيطاليا، 25 أغسطس - 21 نوفمبر 2010)

2009
- من الأهرامات إلى المركبة الفضائية، معرض متجول، المعرض المتنقل: المعهد الثقافي الإيطالي، (شيكاغو، إلينوي، الولايات المتحدة، 13 مارس - 22 أبريل)
- Swissnex (سان فرانسيسكو، كاليفورنيا، الولايات المتحدة، 30 أبريل - 20 مايو)
- Seoul Olymp Design 2009 (سيول، كوريا، 9-29 أكتوبر)
- MercuryHouseOne - بينالي البندقية الثالث والخمسين (سان سيرفولو آيلاند، البندقية، إيطاليا، 2 سبتمبر - 20 أكتوبر)
- Palazzo Orsini - FioredelCielo (بومسارو، إيطاليا، 5 سبتمبر - 7 سبتمبر)
- ACADIA، مدرسة معهد الفن في شيكاغو، (الولايات المتحدة الأمريكية، 25 سبتمبر - 9 يناير 2010)

2008
- خمسة عشر من المعماريين الرومان، التحديات الجديدة لمدينة الغد، (روما، إيطاليا، 14-31 مارس)
- Le Città del Futuro (مدن الغد)، Parco della Musica، (روما، إيطاليا، 1 مارس)

2007
- 2057، L’espace des 50 prochaines années ،Cité de l’Espace (الفضاء الخمسين سنة، القادمة مدينة الفضاء) - (تولوز، فرنسا، 27 نوفمبر - 4 فبراير، 2008)
- أسبوع إسطنبول للتصميم 2007، (إسطنبول، تركيا، من 4 إلى 10 سبتمبر)
- Air de Paris ،Centre Pompidou، (باريس، فرنسا، 25 أبريل - 15 أغسطس)

2006
- FuturoTextiles ،Tri Postal (ليل، فرنسا، 14 نوفمبر - 14 يناير 2007)
- Abenteuer Raumfahrt ،Landesmuseum für Technik und Arbeit (مانهايم، ألمانيا، 28 سبتمبر - 9 أبريل 2007)
- Leonardo: Man, Inventor, Genius, Modern-day Leonardos (متحف العلوم والصناعة ، شيكاغو ، الولايات المتحدة الأمريكية ، 14 يونيو - 4 سبتمبر)

2005
- SAFE: Design Takes on Risk ، متحف الفن الحديث MoMA، (نيويورك، الولايات المتحدة الأمريكية، 16 نوفمبر - 2 يناير 2006)

## روابط خارجية
- Andreas Vogler Studio إستديو أندرياس فوغلر
- Architecture and Vision العمارة والرؤية
- ESA, Space concepts improve life in the desert
- BirdHouse Foundation
- Safe: Design Takes on Risk, Museum of Modern Art, New York
- Modern-day Leonardos, Leonardo: Man, Inventor, Genius, Museum of Science and Industry, Chicago
- Aeroliner3000 – train concept by DLR and Andreas Vogler Studio impresses in the 'Tomorrow's Train Design Today' competition DLR, Stuttgart
- Aerospace-inspired wonder could be the UK’s first double-decker high-speed train by Lucy Wang, Inhabitat